# Српска православна црква Светог Николе у Карловчићу
Српска православна црква Светог Николе у Карловчићу, месту у општини Пећинци, подигнута је 1809. године и представља споменик културе од великог значаја.

## Изглед
Црква посвећена Светом Николи у Карловчићу је саграђена као једнобродна грађевина са полукружном олтарском апсидом на истоку и звоником призиданим уз западну страну храма. Крстообразност грађевине постигнута је певничким трансептом, односно проширивањем предолтарског травеја. Фасаде су једноставне и украшене сведеном архитектонском пластиком. Вертикално рашчлањавање изведено је плитким пиластрима, а изнад њих, у поткровном појасу тече профилисани венац. По три лучно завршена прозора са једноставним пластичним украсом, налазе се на бочним странама и апсиди. Правоугаони отвори на спрату звоника надвишени су троугаоним тимпанонима. Звоник је завршен кулицом са четири полукружно заобљена прозора.
Наос, подељен на травеје, пресведен је полуобличастим сводом, док је олтарски простор покривен сегментном шкољком. Храм је украшен зидним сликама. У олтару је представа Исуса Христа, а на сегментима шкољке су приказани свети литургичари. У сводовима над травејима наоса су представе Господа Саваота са анђелима и јеванђелистима, Силазак Св. Духа на апостоле, Христос у кући Марте и Марије, док су на зидовима насликани свети мученици и мученице. Класицистички иконостас резао је 1841. године познати дрворезбар Саво Љубинковић, док је Петар Чортановић сликао иконе 1844–1845. године.
Конзерваторско-рестаураторски радови извођени су између 1978. и 1984. године.